# Jamie Cook
Jamie "Cookie" Cook, nascido em 8 de Julho de 1985, é um guitarrista e compositor britânico. É o segundo mais velho e o principal guitarrista da banda Arctic Monkeys, de Sheffield.

## Biografia e carreira
Originalmente um vizinho do colega de banda, Alex Turner, Cook e os outros membros da banda pegaram seus respectivos instrumentos e formaram uma banda em 2001. Ele é o filho de um engenheiro.
Como Alex Turner, Cook pediu um instrumento musical no Natal de 2001, recebendo uma guitarra elétrica. Jamie Cook ganhou fama por tocar uma Fender Telecaster vermelha, que teve impacto em um amplificador em um show ao vivo, a banda apareceu no "Saturday Night Live".
Ele foi descrito como o mais tímido da banda. Jamie recentemente comprou sua primeira casa em Sheffield perto da casa de seus pais, sua mãe o ajudou a escolher uma casa de quatro quartos e ofereceu a ele £ 210 000 libras esterlinas. Uma fonte disse: "Jamie é ainda muito jovem por isso sua mãe o ajudou. Ela lhe disse que a casa foi um grande investimento e é uma casa fantástica." Cook é guitarrista solo ou segundo guitarrista da banda e tem como suas maiores influências George Harrison e bandas como: The Hives, The Vines, The Strokes, Queens of the Stone Age, The Beatles. Cook supostamente tornou a banda o que ela é hoje.

## Equipamento
- Gibson_SG (2013–presente)
- Fender Starcaster (2009–presente)
- Gibson ES-335 (2006–presente)
- Fender Telecaster (2005-2008)
- Gretsch Spectra Sonic Baritone (2009, 2014) - Used on "My Propeller" e "Red Right Hand"
- Fender Telecaster Deluxe (2011-2013)

## Vida pessoal
Cook começou a namorar a modelo Katie Downes em 2006. Eles se conheceram em uma festa em Liverpool. Após sete anos de namoro, os dois anunciaram o noivado em julho de 2012. E se casaram de 2014. Em setembro de 2015, o primeiro filho do casal nasceu, um garoto chamado Forrest.